# Isabella I av Jerusalem
Isabella I av Jerusalem, född 1172, död 5 april 1205, var en monark (regerande drottning) av Jerusalem. Hon var också genom äktenskap dam av Toron, markisinna av Montferrat, grevinna av Champagne och drottning av Cypern. Hon var dotter till kung Amalrik I av Jerusalem och Maria Komnena (drottning av Jerusalem). Hon var gift fyra gånger: med Humphrey IV av Toron, markis Konrad av Montferrat, greve Henrik II av Champagne och kung Amalrik I av Cypern.

## Biografi
Isabella växte upp under sin mors och sin styvfar Balian av Ibelins vård i Nablus. Hennes far hade annullerat sitt första äktenskap, men trots detta förklarat Isabellas äldre halvsyskon för legitima arvingar. Detta gjorde successionen osäker, och hennes mor och styvfar hade förhoppningar om att placera henne på tronen framför hennes halvbror Balduin IV och halvsyster Sibylla, eftersom hon var odiskutabelt legitim.

### Pretendent
Vid faderns död 1174 efterträddes han av Isabellas halvbror Balduin IV, som dock var leprasjuk och vars arvinge därför var hans syster Sibylla. Sibylla var dock mycket impopulär på grund av sitt äktenskap med Guy av Lusignan, som hon vägrade att skilja sig från. Isabella blev på Balduin IV:s order bortgift med Humphrey IV av Toron 1180, och isolerades då från sin mor och styvfar. 1184 kröntes Sibyllas son Balduin V till monark. Då Balduin V dog 1186 efterträddes han av Sibylla och hennes make Guy de Lusignan, något som var så impopulärt att Isabella genast blev ett centrum för oppositionen mot Lusignan. Hennes position blev ännu bättre då staden Jerusalem erövrades av muslimerna 1187, vilket gjorde Lusignan ännu mer impopulär.

### Monark
Isabella kidnappades 1190 från sin make, tvingades mot sin vilja skiljas och giftes av sin mor och styvfar bort med Konrad av Montferrat, som ansågs vara en mer passande framtida samregent. Vid Sibyllas död 1190 besteg Isabella tronen i Jerusalem. Tronbestigningen följdes av ett två år långt inbördeskrig med Sibyllas änkling Guy de Lusignan, som ville behålla den ställning som kung han fått genom sitt äktenskap. 1192 var Lusignan besegrad och Isabellas make blev då hennes medregent. Kort därpå avled dock Konrad av Montferrat. Isabella I tvingades strax därpå gifta sig med Henrik II av Champagne, efter att denne hade tvingat sig på henne. Hon gifte sig för sista gången 1197 med Amalarik I av Cypern, med vilken hon kröntes formellt 1198 till samregenter av Jerusalem. Hon avled kort före maken. 